# Biografisch Portaal

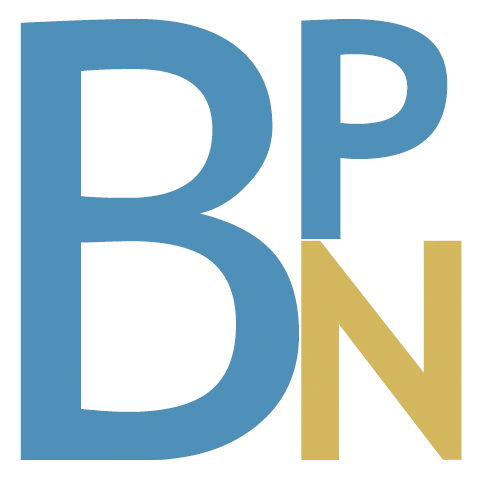
Logo

Biografisch Portaal är ett projekt som har som mål att göra biografiska texter om Nederländerna mer tillgängliga. 
Projektet startade den 17 februari 2010 med 40 000 digitaliserade biografier och med målet att skapa digital åtkomst till all tillförlitlig information om avlidna personer från Nederländerna från historiens början fram till modern tid.
Termen Nederländerna innefattar även landets tidigare kolonier och termen personer både de födda i Nederländerna eller dess kolonier samt personer födda i andra länder, men verksamma i Nederländerna eller dess kolonier. Från 2011 finns endast information om avlidna personer med i databasen.